# Золотая мечеть (Лахор)
Золотая мечеть (з.-пандж. سنہری مسجد) — мечеть в центральной части Лахора, административного центра провинции Пенджаб Республики Пакистан. Возведена по проекту Наваба Сиеда Бхикари Кхана, сына Раушан-уд-Даулы Туррабаза Кхана, заместителя губернатора Лахора в период правления Мухаммад Шаха, в сикхском стиле в 1753 году.
Золотая мечеть, находящаяся на огромное постаменте и характеризующаяся наличием 3-х золотых куполов, расположена в районе Кашмирского базара. Близлежащую территорию занимают старые базары. Ширина ворот мечети составляет 21, 3 м. Длина двора-колодца — 161, 5 м, ширина — 160, 6 м. Своды семи залов мечети выполнены из мрамора. Углы венчают 4 высоких минарета, наружная окружность каждого из которых составляет 20 м, высота — 54 м.

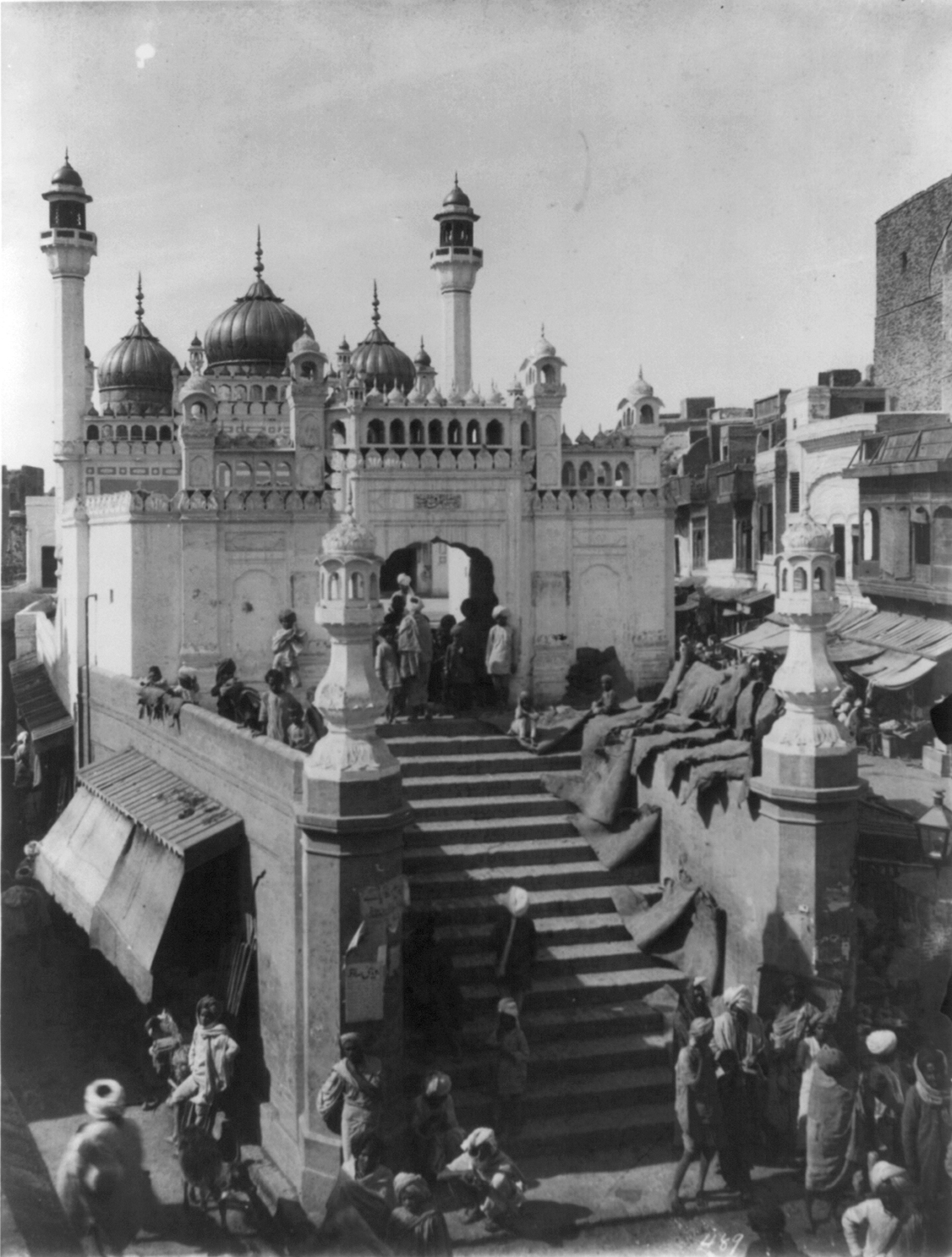
Фотография Уильяма Генри Джексона. Февраль 1895 года.
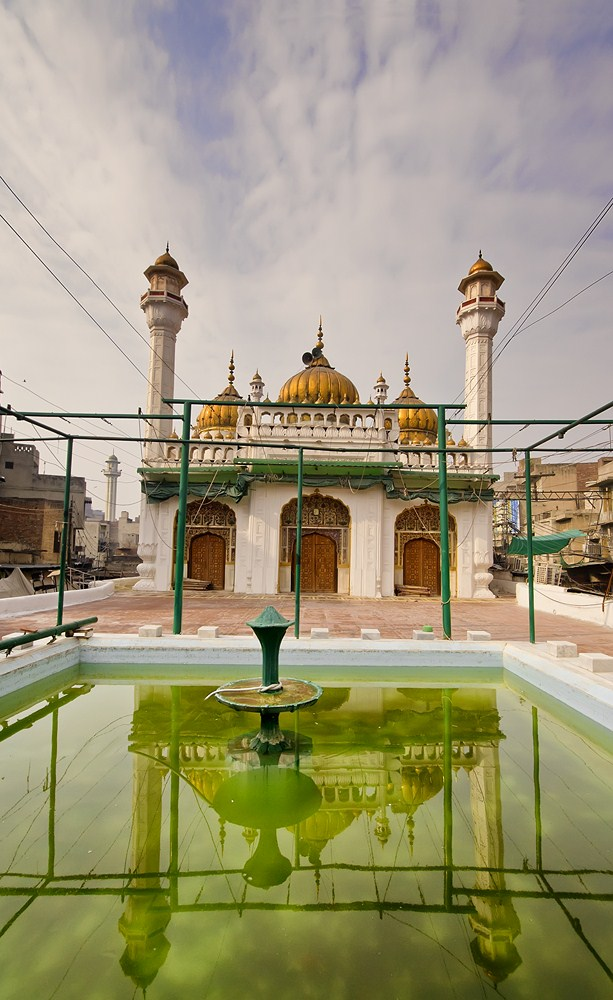
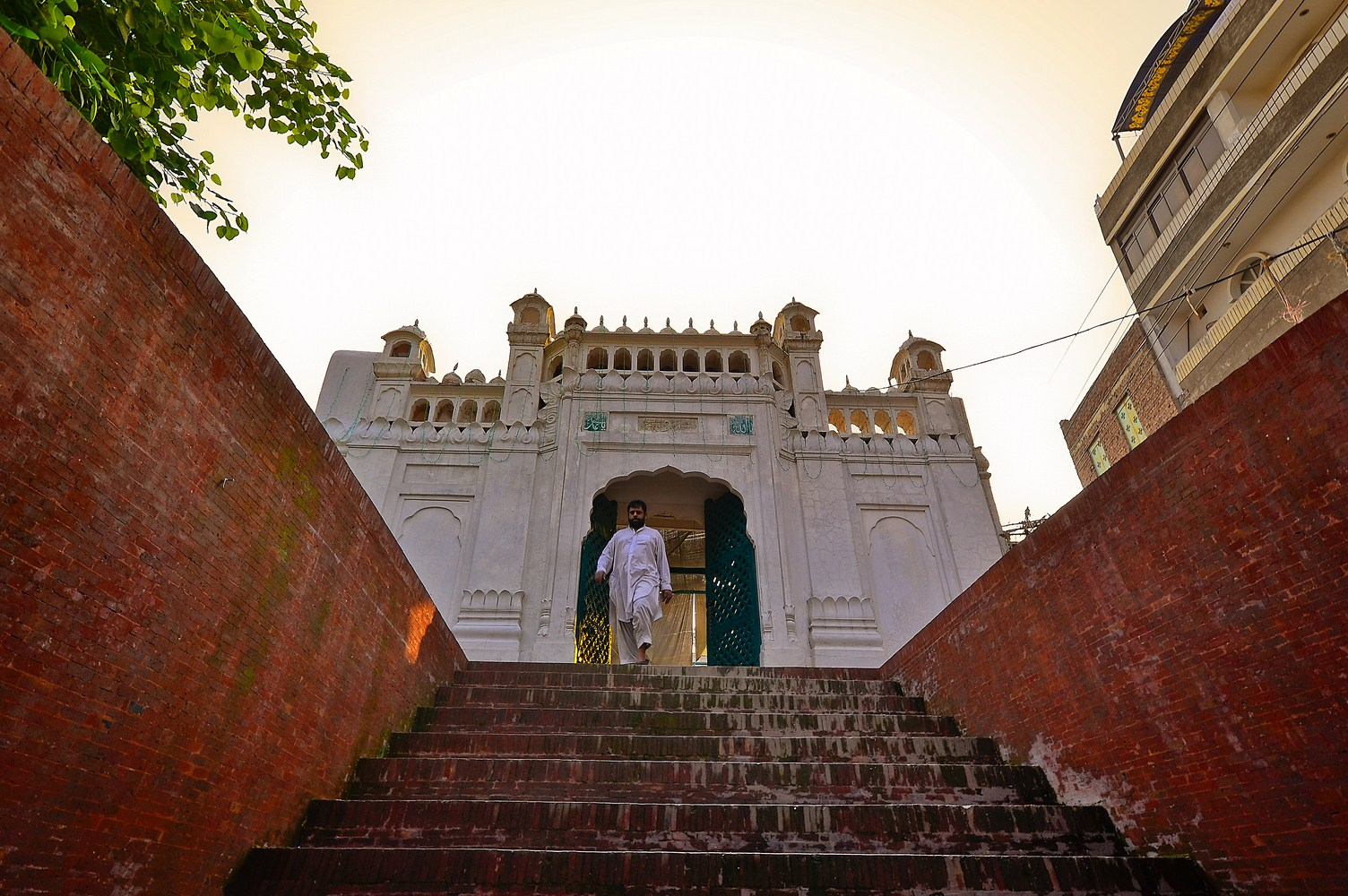
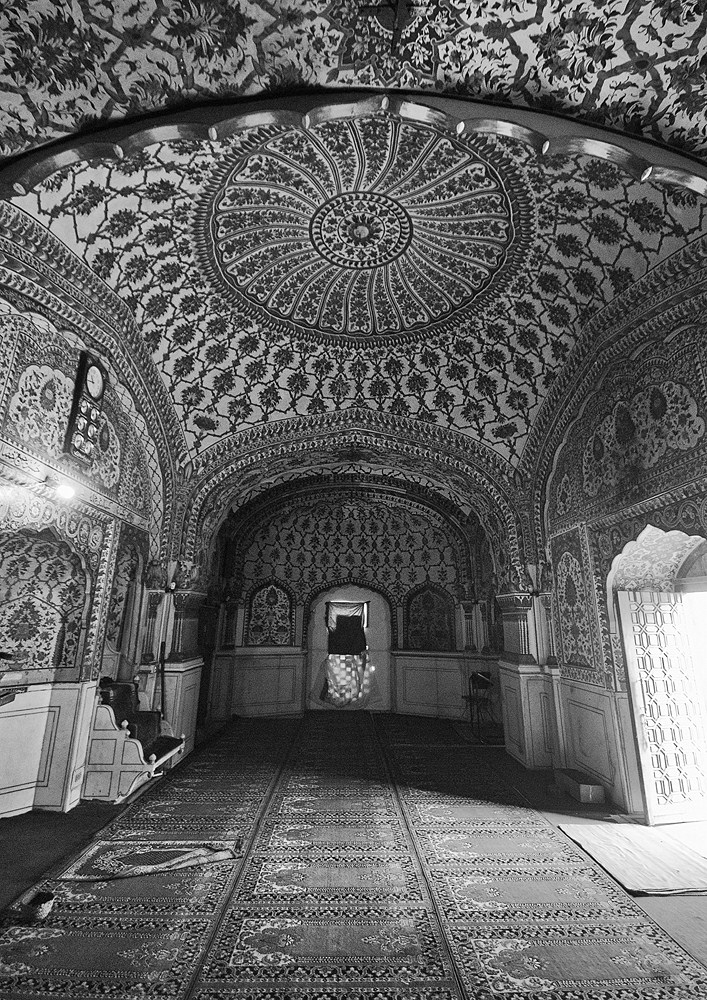
Внутреннее убранство мечети.
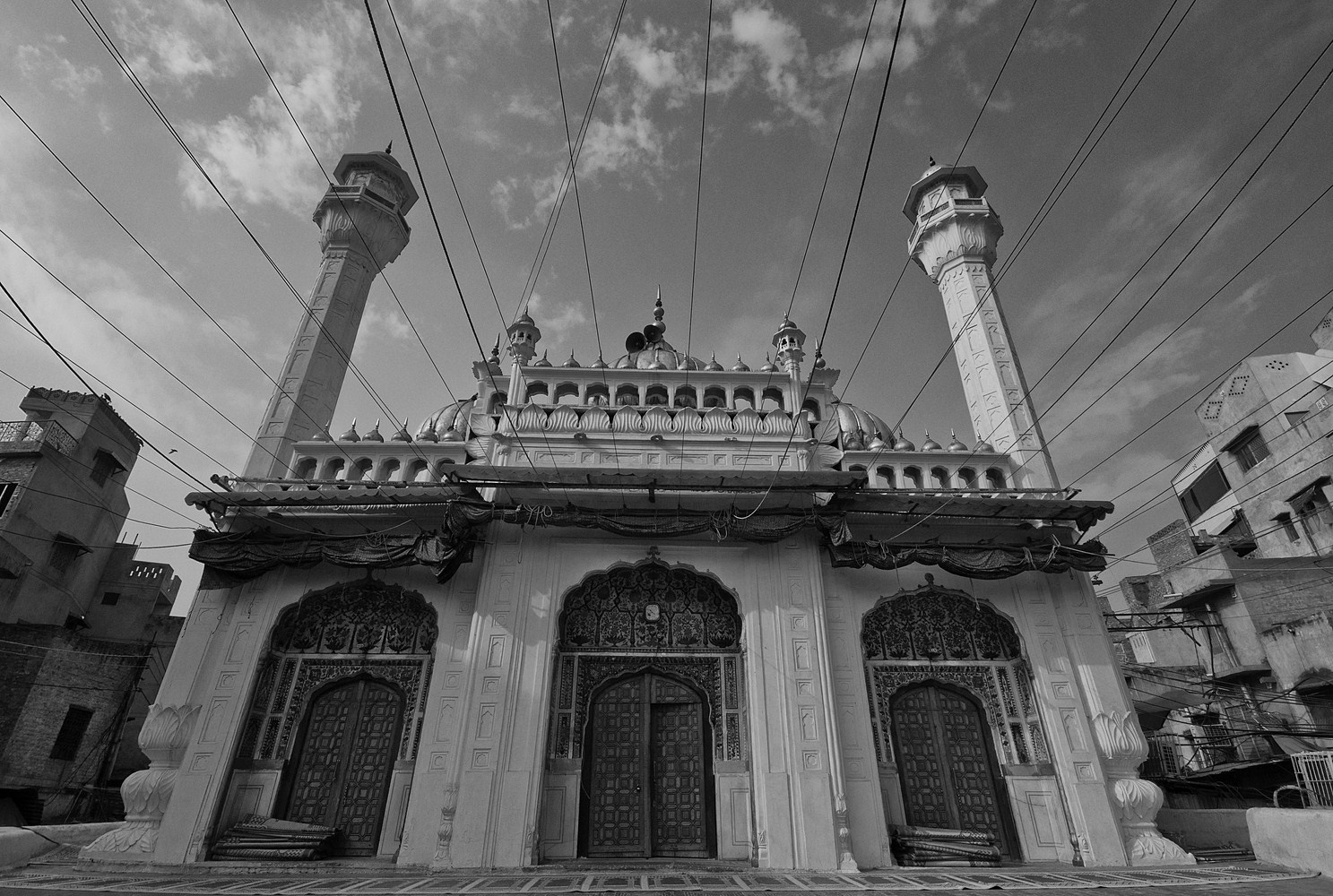